# Igel-Bulletin
Igel-Bulletin, die Zeitschrift des Vereins Pro Igel, erscheint seit 1989 in derzeit (2013) fast 50 Ausgaben. Die Fachzeitschrift erscheint in der Regel im Mai und November eines jeden Jahres und enthält Beiträge zu Igel betreffenden Themen wie Biologie & Verhalten, Lebensraum & Garten, Literatur & Forschung sowie leichte Formen von Unterhaltung wie Rätsel und Erlebnisberichte.